# Baila como puedas
Baila como puedas fue un programa de televisión español que buscaba al mejor bailarín y coreógrafo de España premiándole con 50.000€. El programa fue producido por Zeppelin TV y se emitió en La 1 entre el 11 de marzo de 2024 y el 23 de mayo de 2024. 

## Mecánica
Talent show en el que compiten varias parejas formadas por un celebrity y un bailarín profesional. El celebrity elige en la primera gala con que bailarín forma pareja (en el caso de que ese bailarín fuera expulsado elegiría otro en la sucesiva gala). Las galas se dividen en dos pruebas (una grupal y otra en parejas). Una vez realizadas estas pruebas se cuentan los votos de las parejas, y el integrante anónimo de la que menos puntos obtenga del jurado deberá abandonar el concurso, aquí Yolanda Ramos daba unas puntuaciones especiales que adicionaban los puntos de las parejas de baile.

## Equipo

### Presentadores
| Presentador/a   | Información        | La 1              |
| Presentador/a   | Información        | 1ª Edición (2024) |
| --------------- | ------------------ | ----------------- |
| Anne Igartiburu | Presentadora de TV |                   |

### Jurado
| Integrantes    | Información           | La 1               |
| Integrantes    | Información           | 1.ª Edición (2024) |
| -------------- | --------------------- | ------------------ |
| Rafa Méndez    | Bailarín y coreógrafo |                    |
| Norma Duval    | Vedete y presentadora |                    |
| Beatriz Luengo | Cantante y bailarina  |                    |
| Yolanda Ramos  | Actriz y humorista    |                    |

## Emisión
| Fecha      | Horario               |
| ---------- | --------------------- |
| 11/03/2024 | Lunes a las 22:55     |
| 18/03/2024 | Lunes a las 22:55     |
| 25/03/2024 | Lunes a las 22:55     |
| 3/04/2024  | Martes a las 22:55    |
| 10/04/2024 | Miércoles a las 22:55 |
| 17/04/2024 | Miércoles a las 00:20 |
| 28/04/2024 | Domingo a las 17:20   |
| 9/05/2024  | Jueves a las 23:20    |
| 16/05/2024 | Jueves a las 00:20    |
| 23/05/2024 | Jueves a las 00:40    |

## 1.ª edición (2024)

### Bailarines profesionales
| Nombre             | Edad    | Celebridad                                                   | Información                |
| ------------------ | ------- | ------------------------------------------------------------ | -------------------------- |
| Santiago Granizal  | 38 años | Jaime Astrain (Programa 1-10)                                | Ganador                    |
| Alba Keita         | 24 años | Ana Guerra (Programa 1-10)                                   | Subcampeona                |
| Javier Vacchiano   | 30 años | Lydia Lozano (Programa 1-4)Sofía Cristo (Programa 4-10)      | 3.er Finalista             |
| Lucrecia Petraglia | 24 años | Nicolás Vallejo-Nágera "Colate" (Programa 2-10)              | 4.ª Finalista              |
| Sandra Ly          | 27 años | Maestro Joao (Programa 1-10)                                 | 5.ª Finalista              |
| Darío Sáez         | 27 años | Fabiola Martínez (Programa 2-9)                              | Semifinalista              |
| Anna Valdivieso    | 24 años | Álvaro Muñoz Escassi (Programa 1-3; 7-9)                     | Semifinalista3.ª expulsada |
| Sarah Bonfill      | 23 años | Sabrina Salerno (Programa 6-7)María José Suárez (Programa 7) | 7.ª expulsada              |
| Raúl Calvete       | 23 años | Álvaro Muñoz Escassi (Programa 5-6)                          | 6.º expulsado              |
| Nick Morilla       | 29 años | Sabrina Salerno (Programa 1-5)                               | 5.º expulsado              |
| María Seco         | 32 años | Álvaro Muñoz Escassi (Programa 4)                            | 4.ª expulsada              |
| Esther Casterá     | 25 años | Colate (Programa 1-2)                                        | 2.ª expulsada              |
| Iván Guijo         | 18 años | Fabiola Martínez (Programa 1)                                | 1.er expulsado             |
| Ilva Vybornov      | 29 años | No seleccionados                                             | No seleccionados           |
| Keryan Pastelero   | 18 años | No seleccionados                                             | No seleccionados           |
| Natalia Vela       | 34 años | No seleccionados                                             | No seleccionados           |

### Famosos
| Nombre                           | Edad    | Conocido/a por…                         | Pareja profesional                                                                    | Información               |
| -------------------------------- | ------- | --------------------------------------- | ------------------------------------------------------------------------------------- | ------------------------- |
| Jaime Astrain                    | 36 años | Exfutbolista y modelo                   | Santiago Granizal (Programa 1-10)                                                     | Ganador                   |
| Ana Guerra                       | 30 años | Cantante                                | Alba Keita (Programa 1-10)                                                            | Subcampeona               |
| Sofía Cristo                     | 38 años | DJ, hija de Bárbara Rey                 | Javier Vacchiano (Programa 4-10)                                                      | 3.ª Finalista             |
| Nicolás Vallejo-Nágera, "Colate" | 51 años | Empresario                              | Esther Casterá (Programa 1-2)Lucrecia Petraglia (Programa 2-10)                       | 4.º Finalista             |
| Maestro Joao                     | 60 años | Futurólogo y personalidad TV            | Sandra Ly (Programa 1-10)                                                             | 5.º Finalista             |
| Álvaro Muñoz Escassi             | 49 años | Jinete y polista                        | Anna Valdivieso (Programa 1-3; 7-9)María Seco (Programa 4)Raúl Calvete (Programa 5-6) | Semifinalistas eliminados |
| Fabiola Martínez                 | 51 años | Exmujer de Bertín Osborne               | Iván Guijo (Programa 1)Darío Sáez (Programa 2-9)                                      | Semifinalistas eliminados |
| María José Suárez                | 49 años | Modelo y presentadora                   | Sarah Bonfill (Programa 7)                                                            | 1.ª expulsada             |
| Sabrina Salerno*                 | 56 años | Cantante y actriz                       | Nick Morilla (Programa 1-5)Sarah Bonfill (Programa 6-7)                               | Lesionada                 |
| Lydia Lozano**                   | 63 años | Periodista y colaboradora de televisión | Javier Vacchiano (Programa 1-4)                                                       | Lesionada                 |

(*) Sabrina Salerno se vio obligada a dejar de competir por una lesión en la costilla y fue suplida por María José Suárez.

(**) Lydia Lozano se vio obligada a dejar de competir por una lesión en la costilla y fue suplida por Sofía Cristo.

### Estadísticas semanales

#### Bailarines profesionales
|          | 1     | 1                 | 1                 | 1                 | 2                 | 2                 | 2                 | 3                 | 3                 | 3                 | 4                 | 4                 | 4                 | 5                 | 5                 | 5                 | 6                 | 6                 | 6                 | 7                 | 7                 | 7                 | 8*       | 8*          | 8*       | Semifinal* | Semifinal*      | Semifinal*    | Final          | Final          | Final          |  |
| -------- | ----- | ----------------- | ----------------- | ----------------- | ----------------- | ----------------- | ----------------- | ----------------- | ----------------- | ----------------- | ----------------- | ----------------- | ----------------- | ----------------- | ----------------- | ----------------- | ----------------- | ----------------- | ----------------- | ----------------- | ----------------- | ----------------- | -------- | ----------- | -------- | ---------- | --------------- | ------------- | -------------- | -------------- | -------------- |  |
| Santiago | Entra | Seleccionado      | Equipo ganador    | Favorito          | Continúa          | Equipo perdedor   | Salvado           | Continúa          | Equipo perdedor   | Salvado           | Continúa          | Equipo perdedor   | Salvado           | Continúa          | Equipo perdedor   | Favorito          | Continúa          | Equipo ganador    | Favorito          | Continúa          | Equipo perdedor   | Salvado           | Continúa | Equipo azul | Favorito | Continúa   | Exento*         | Finalista     | Ganador        | Ganador        | Ganador        |  |
| Alba     | Entra | Seleccionada      | Equipo perdedor   | Salvada           | Continúa          | Equipo ganador    | Favorita          | Continúa          | Equipo perdedor   | Salvada           | Continúa          | Equipo ganador    | Salvada           | Continúa          | Equipo ganador    | Salvada           | Continúa          | Equipo ganador    | Salvada           | Continúa          | Equipo ganador    | Salvada           | Continúa | Equipo azul | Salvado  | Continúa   | Ganadora duelo  | Finalista     | Subcampeona    | Subcampeona    | Subcampeona    |  |
| Javier   | Entra | Seleccionado      | Equipo perdedor   | Salvado           | Continúa          | Equipo ganador    | Salvado           | Continúa          | Equipo perdedor   | Salvado           | Continúa          | Equipo ganador    | Salvado           | Continúa          | Equipo perdedor   | Salvado           | Continúa          | Equipo perdedor   | Salvado           | Continúa          | Equipo perdedor   | Salvado           | Continúa | Equipo rosa | Salvado  | Continúa   | Ganador duelo   | Finalista     | 3.er Finalista | 3.er Finalista | 3.er Finalista |  |
| Lucrecia | Entra | No seleccionada   | No seleccionada   | No seleccionada   | No seleccionada   | No seleccionada   | No seleccionada   | Seleccionada      | Equipo ganador    | Salvada           | Continúa          | Equipo perdedor   | Favorita          | Continúa          | Equipo perdedor   | Salvada           | Continúa          | Equipo ganador    | Salvada           | Continúa          | Equipo ganador    | Salvada           | Continúa | Equipo azul | Salvada  | Continúa   | Perdedora duelo | Finalista     | 4.ºFinalista   | 4.ºFinalista   | 4.ºFinalista   |  |
| Sandra   | Entra | Seleccionada      | Equipo ganador    | Salvada           | Continúa          | Equipo ganador    | Salvada           | Continúa          | Equipo ganador    | Favorita          | Continúa          | Equipo perdedor   | Salvada           | Continúa          | Equipo perdedor   | Salvada           | Continúa          | Equipo perdedor   | Salvada           | Continúa          | Equipo ganador    | Salvada           | Continúa | Equipo rosa | Salvada  | Continúa   | Ganadora duelo  | Finalista     | 5.ªFinalista   | 5.ªFinalista   | 5.ªFinalista   |  |
| Darío    | Entra | No seleccionado   | No seleccionado   | No seleccionado   | Seleccionado      | Equipo perdedor   | Salvada           | Continúa          | Equipo ganador    | Salvada           | Continúa          | Equipo perdedor   | Salvada           | Continúa          | Equipo ganador    | Salvada           | Continúa          | Equipo ganador    | Salvada           | Continúa          | Equipo perdedor   | Salvado           | Continúa | Equipo rosa | Salvado* | Continúa   | Perdedor duelo  | Semifinalista |                |                |                |  |
| Anna     | Entra | Seleccionada      | Equipo ganador    | Salvada           | Continúa          | Equipo ganador    | Salvada           | Continúa          | Equipo ganador    | Expulsada         |                   |                   |                   |                   |                   |                   |                   |                   |                   | Entra             | Equipo ganador    | Salvada           | Continúa | Equipo azul | Salvada  | Continúa   | Perdedora duelo | Semifinalista |                |                |                |  |
| Sarah    | Entra | No seleccionada   | No seleccionada   | No seleccionada   | No seleccionada   | No seleccionada   | No seleccionada   | No seleccionada   | No seleccionada   | No seleccionada   | No seleccionada   | No seleccionada   | No seleccionada   | No seleccionada   | No seleccionada   | No seleccionada   | Seleccionada      | Equipo perdedor   | Salvada           | Continúa          | Equipo perdedor   | Expulsada         |          |             |          |            |                 |               |                |                |                |  |
| Raúl     | Entra | No seleccionado   | No seleccionado   | No seleccionado   | No seleccionado   | No seleccionado   | No seleccionado   | No seleccionado   | No seleccionado   | No seleccionado   | No seleccionado   | No seleccionado   | No seleccionado   | Entra             | Equipo ganador    | Salvado           | Continúa          | Equipo perdedor   | Expulsado         |                   |                   |                   |          |             |          |            |                 |               |                |                |                |  |
| Nick     | Entra | Seleccionado      | Equipo perdedor   | Salvado           | Continúa          | Equipo ganador    | Salvado           | Continúa          | Equipo ganador    | Salvado           | Continúa          | Equipo ganador    | Salvado           | Mantiene pareja   | Equipo ganador    | Expulsado         |                   |                   |                   |                   |                   |                   |          |             |          |            |                 |               |                |                |                |  |
| María    | Entra | No seleccionado   | No seleccionado   | No seleccionado   | No seleccionado   | No seleccionado   | No seleccionado   | No seleccionado   | No seleccionado   | No seleccionado   | Seleccionada      | Equipo ganador    | Expulsada         |                   |                   |                   |                   |                   |                   |                   |                   |                   |          |             |          |            |                 |               |                |                |                |  |
| Esther   | Entra | Seleccionada      | Equipo perdedor   | Salvada           | Continúa          | Equipo perdedor   | Expulsada         |                   |                   |                   |                   |                   |                   |                   |                   |                   |                   |                   |                   |                   |                   |                   |          |             |          |            |                 |               |                |                |                |  |
| Iván     | Entra | No seleccionado/a | No seleccionado/a | No seleccionado/a | No seleccionado/a | No seleccionado/a | No seleccionado/a | No seleccionado/a | No seleccionado/a | No seleccionado/a | No seleccionado/a | No seleccionado/a | No seleccionado/a | No seleccionado/a | No seleccionado/a | No seleccionado/a | No seleccionado/a | No seleccionado/a | No seleccionado/a | No seleccionado/a | No seleccionado/a | No seleccionado/a |          |             |          |            |                 |               |                |                |                |  |
| Ilva     | Entra | No seleccionado/a | No seleccionado/a | No seleccionado/a | No seleccionado/a | No seleccionado/a | No seleccionado/a | No seleccionado/a | No seleccionado/a | No seleccionado/a | No seleccionado/a | No seleccionado/a | No seleccionado/a | No seleccionado/a | No seleccionado/a | No seleccionado/a | No seleccionado/a | No seleccionado/a | No seleccionado/a | No seleccionado/a | No seleccionado/a | No seleccionado/a |          |             |          |            |                 |               |                |                |                |  |
| Keryan   | Entra | No seleccionado/a | No seleccionado/a | No seleccionado/a | No seleccionado/a | No seleccionado/a | No seleccionado/a | No seleccionado/a | No seleccionado/a | No seleccionado/a | No seleccionado/a | No seleccionado/a | No seleccionado/a | No seleccionado/a | No seleccionado/a | No seleccionado/a | No seleccionado/a | No seleccionado/a | No seleccionado/a | No seleccionado/a | No seleccionado/a | No seleccionado/a |          |             |          |            |                 |               |                |                |                |  |
| Natalia  | Entra | No seleccionado/a | No seleccionado/a | No seleccionado/a | No seleccionado/a | No seleccionado/a | No seleccionado/a | No seleccionado/a | No seleccionado/a | No seleccionado/a | No seleccionado/a | No seleccionado/a | No seleccionado/a | No seleccionado/a | No seleccionado/a | No seleccionado/a | No seleccionado/a | No seleccionado/a | No seleccionado/a | No seleccionado/a | No seleccionado/a | No seleccionado/a |          |             |          |            |                 |               |                |                |                |  |

#### Celebridades
|         | 1     | 1              | 1               | 1                | 2               | 2               | 2                | 3               | 3               | 3                | 4               | 4               | 4                | 5               | 5               | 5                | 6               | 6               | 6                | 7               | 7               | 7         | 8*              | 8*          | 8*       | Semifinal*      | Semifinal*      | Semifinal*    | Final         | Final         | Final         |
| ------- | ----- | -------------- | --------------- | ---------------- | --------------- | --------------- | ---------------- | --------------- | --------------- | ---------------- | --------------- | --------------- | ---------------- | --------------- | --------------- | ---------------- | --------------- | --------------- | ---------------- | --------------- | --------------- | --------- | --------------- | ----------- | -------- | --------------- | --------------- | ------------- | ------------- | ------------- | ------------- |
| Jaime   | Entra | Elige 1ªpareja | Equipo ganador  | Favorito         | Mantiene pareja | Equipo perdedor | Salvado          | Mantiene pareja | Equipo perdedor | Salvado          | Mantiene pareja | Equipo perdedor | Salvado          | Mantiene pareja | Equipo perdedor | Favorito         | Mantiene pareja | Equipo ganador  | Favorito         | Mantiene pareja | Equipo perdedor | Salvado   | Mantiene pareja | Equipo azul | Favorito | Mantiene pareja | Exento*         | Finalista     | Ganador       | Ganador       | Ganador       |
| Ana     | Entra | Elige 1ªpareja | Equipo perdedor | Salvada          | Mantiene pareja | Equipo ganador  | Favorita         | Mantiene pareja | Equipo perdedor | Salvada          | Mantiene pareja | Equipo ganador  | Salvada          | Mantiene pareja | Equipo ganador  | Salvada          | Mantiene pareja | Equipo ganador  | Salvada          | Mantiene pareja | Equipo ganador  | Salvada   | Mantiene pareja | Equipo azul | Salvado  | Mantiene pareja | Ganadora duelo  | Finalista     | Subcampeona   | Subcampeona   | Subcampeona   |
| Sofía   |       |                |                 |                  |                 |                 |                  |                 |                 |                  |                 | Entra           | Salvada          | Mantiene pareja | Equipo perdedor | Salvada          | Mantiene pareja | Equipo perdedor | Salvada          | Mantiene pareja | Equipo perdedor | Salvado   | Mantiene pareja | Equipo rosa | Salvada  | Mantiene pareja | Ganador duelo   | Finalista     | 3.ª Finalista | 3.ª Finalista | 3.ª Finalista |
| Colate  | Entra | Elige 1ªpareja | Equipo perdedor | Salvado          | Mantiene pareja | Equipo perdedor | Pareja expulsada | Cambia pareja   | Equipo ganador  | Salvado          | Mantiene pareja | Equipo perdedor | Favorito         | Mantiene pareja | Equipo perdedor | Salvado          | Mantiene pareja | Equipo ganador  | Salvado          | Mantiene pareja | Equipo ganador  | Favorito  | Mantiene pareja | Equipo azul | Salvado  | Mantiene pareja | Perdedor duelo  | Finalista     | 4.ºFinalista  | 4.ºFinalista  | 4.ºFinalista  |
| M. Joao | Entra | Elige 1ªpareja | Equipo ganador  | Salvado          | Mantiene pareja | Equipo perdedor | Salvado          | Mantiene pareja | Equipo perdedor | Favorito         | Mantiene pareja | Equipo perdedor | Salvado          | Mantiene pareja | Equipo perdedor | Salvado          | Mantiene pareja | Equipo perdedor | Salvado          | Mantiene pareja | Equipo ganador  | Salvado   | Mantiene pareja | Equipo rosa | Salvado  | Mantiene pareja | Ganador duelo   | Finalista     | 5.ºFinalista  | 5.ºFinalista  | 5.ºFinalista  |
| Álvaro  | Entra | Elige 1ªpareja | Equipo ganador  | Salvado          | Mantiene pareja | Equipo ganador  | Salvado          | Mantiene pareja | Equipo ganador  | Pareja expulsada | Cambia pareja   | Equipo ganador  | Pareja expulsada | Cambia pareja   | Equipo ganador  | Salvado          | Mantiene pareja | Equipo perdedor | Pareja expulsada | Cambia pareja   | Equipo ganador  | Salvado   | Mantiene pareja | Equipo azul | Salvado  | Mantiene pareja | Perdedor duelo  | Semifinalista |               |               |               |
| Fabiola | Entra | Elige 1ªpareja | Equipo ganador  | Pareja expulsada | Cambia pareja   | Equipo perdedor | Salvada          | Mantiene pareja | Equipo ganador  | Salvada          | Mantiene pareja | Equipo perdedor | Salvada          | Mantiene pareja | Equipo ganador  | Salvada          | Mantiene pareja | Equipo ganador  | Salvada          | Mantiene pareja | Equipo perdedor | Salvado   | Mantiene pareja | Equipo rosa | Salvada* | Mantiene pareja | Perdedora duelo | Semifinalista |               |               |               |
| M.ªJosé |       |                |                 |                  |                 |                 |                  |                 |                 |                  |                 |                 |                  |                 |                 |                  |                 |                 |                  |                 | Entra           | Expulsada |                 |             |          |                 |                 |               |               |               |               |
| Sabrina | Entra | Elige 1ªpareja | Equipo perdedor | Salvada          | Mantiene pareja | Equipo ganador  | Salvada          | Mantiene pareja | Equipo ganador  | Salvada          | Mantiene pareja | Equipo ganador  | Salvada          | Mantiene pareja | Equipo ganador  | Pareja expulsada | Cambia pareja   | Equipo perdedor | Salvado          | Mantiene pareja | Lesionada       | Lesionada |                 |             |          |                 |                 |               |               |               |               |
| Lydia   | Entra | Elige 1ªpareja | Equipo perdedor | Salvada          | Mantiene pareja | Equipo ganador  | Salvada          | Mantiene pareja | Equipo perdedor | Salvada          | Mantiene pareja | Lesionada       | Lesionada        |                 |                 |                  |                 |                 |                  |                 |                 |           |                 |             |          |                 |                 |               |               |               |               |

(*) En la gala 8 ambos equipos recibieron los 5 puntos en la prueba de exteriores.

(*) Darío y Fabiola deberían de ser la pareja expulsada de la octava gala pero se salvaron gracias al broche de inmunidad de la pareja formada por Alba y Ana.

(*) En la semifinal no hubo prueba por equipos y en su sustitución se hicieron duelos de parejas.

(*) Exento por ser la pareja mejor valorada en la gala anterior.
     Concursante perteneciente al equipo azul (sea ganador o perdedor).
     Concursante perteneciente al equipo rosa (sea ganador o perdedor).
     Mejor concursante de la semana.
     El concursante fue salvado sin ningún riesgo.
     El concursante fue salvado con la peor puntuación exceptuando al expulsado.
     Concursante lesionado/a.

     Salvado por el broche de inmunidad aunque debería de ser expulsado.
     Concursante o pareja del concursante expulsado/a
     El concursante quedó tercero/a.
     El concursante fue subcampeón/a.
     El concursante fue ganador/a.

## Episodios y audiencias
| Temporada | Estreno             | Final              | Audiencia    | Audiencia |
| Temporada | Estreno             | Final              | Espectadores | Cuota     |
| --------- | ------------------- | ------------------ | ------------ | --------- |
| 1         | 11 de marzo de 2024 | 23 de mayo de 2024 | 324.000      | 4,9%      |
| Media     | 11 de marzo de 2024 | 23 de mayo de 2024 | 324.000      | 4,9%      |

| N.º | Fecha de emisión    | Horario               | Audiencia      |
| --- | ------------------- | --------------------- | -------------- |
| 1   | 11 de marzo de 2024 | Lunes a las 22:55     | 528.000 (7,1%) |
| 2   | 18 de marzo de 2024 | Lunes a las 22:55     | 402.000 (5,5%) |
| 3   | 25 de marzo de 2024 | Lunes a las 22:55     | 481.000 (5,8%) |
| 4   | 2 de abril de 2024  | Martes a las 22:55    | 431.000 (4,7%) |
| 5   | 10 de abril de 2024 | Miércoles a las 23:55 | 226.000 (4,5%) |
| 6   | 17 de abril de 2024 | Miércoles a las 00:20 | 181.000 (4,6%) |
| 7   | 28 de abril de 2024 | Domingo a las 17:15   | 422.000 (4,3%) |
| 8   | 9 de mayo de 2024   | Jueves a las 23:15    | 260.000 (3,9%) |
| 9   | 16 de mayo de 2024  | Jueves a las 00:20    | 99.000 (2,7%)  |
| 10  | 23 de mayo de 2024  | Jueves a las 00:40    | 213.000 (6,1%) |